# Teatro Biondo
Il Teatro Biondo di Palermo è uno stabile situato sulla centralissima e commerciale via Roma. Costruito tra il 1899 e il 1903, è il più recente dei teatri storici di Palermo.

## Il progetto

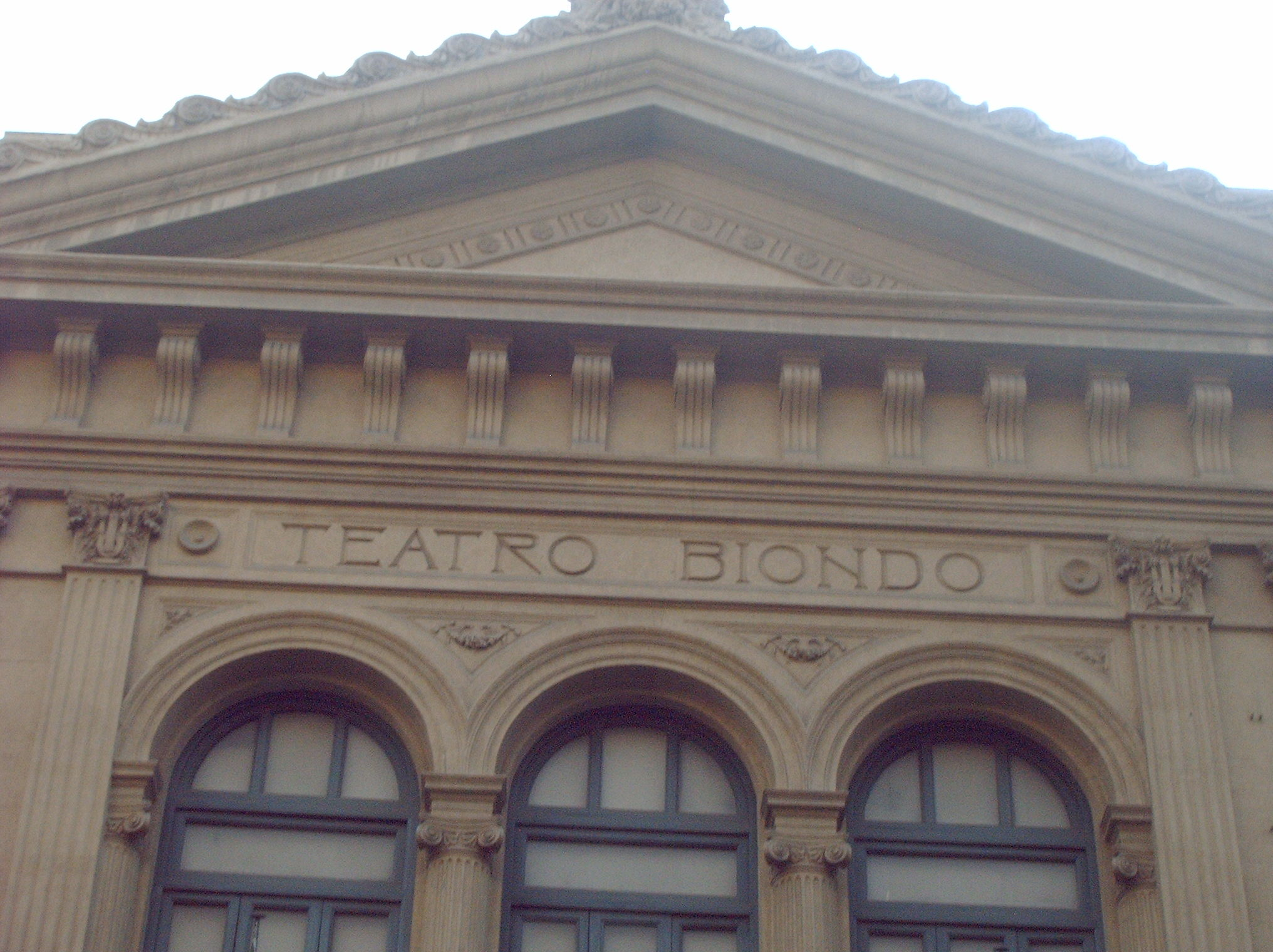
Facciata

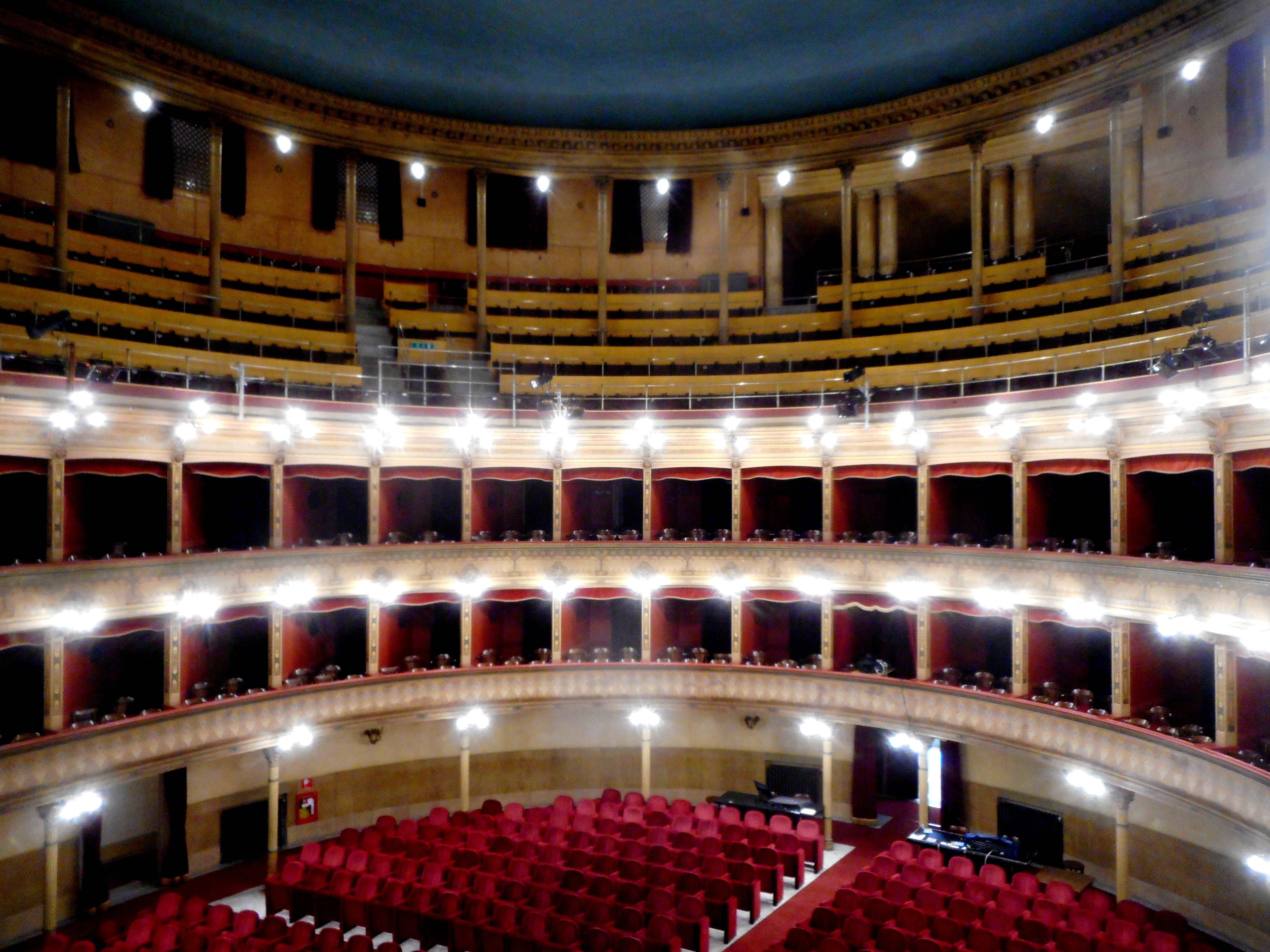
Sala del Teatro

I lavori del teatro vengono affidati all'architetto comunale Mineo (che curerà la costruzione di molti palazzi nella nuova via) e partirono nel 1899 e finirono nel 1903. Curiosamente e significativamente, nel concedere la licenza nel 1899, il comune obbligava i fratelli Biondo ad allestire al piano terra del teatro un grandioso caffè per rendere più decorose le vie che si trovavano dietro l'edificio.
La facciata del teatro ha uno schema classico ottocentesco simmetrico secondo l'asse principale, il prospetto principale è mosso dal primo ordine che ha spicco sugli altri, il piano terra è ripartito dai vari accessi alle attività commerciali. La tipologia del complesso è quella tipica dei teatri di prosa.
Se dal punto di vista architettonico la costruzione non è particolarmente interessante, l'arredamento degli interni risulta un bell'esempio di arte decorativa dell'epoca. Su consiglio di Margherita, Andrea Biondo affida l'allestimento degli interni alla ditta Li Vigni. La ditta, vicina a Basile e ai Ducrot, lavora nel tipico stile liberty della Palermo dell'epoca. Notevole era il mobilio del foyer e del caffè, andato quasi completamente perduto nelle varie ristrutturazioni. Tutti i palchi e le colonnine avevano affreschi di Agozzino e le pareti e la cupola al Gregorietti, artisti legati ai Florio, che avevano già lavorato al teatro Massimo. I temi e i motivi (fiori, volute, figure danzanti) ricordano gli affreschi delle sale del villino Basile e di Villa Igiea. Gli affreschi e le decorazioni, inspiegabilmente ricoperte dall'intonaco nelle ristrutturazioni degli anni cinquanta e sessanta, sono stati solo in parte riportati alla luce da recenti restauri. Ancora integre si presentano le balaustre e i lampadari dei Geraci.
Per la grande prima del teatro, i Biondo fanno stampare un foglio di presentazione. Questo numero unico ben testimonia l'atmosfera di eccitazione e attesa per il nuovo luogo di svago.
(Raffaele Scala Enrico, giornalista mondano)

## L'inaugurazione

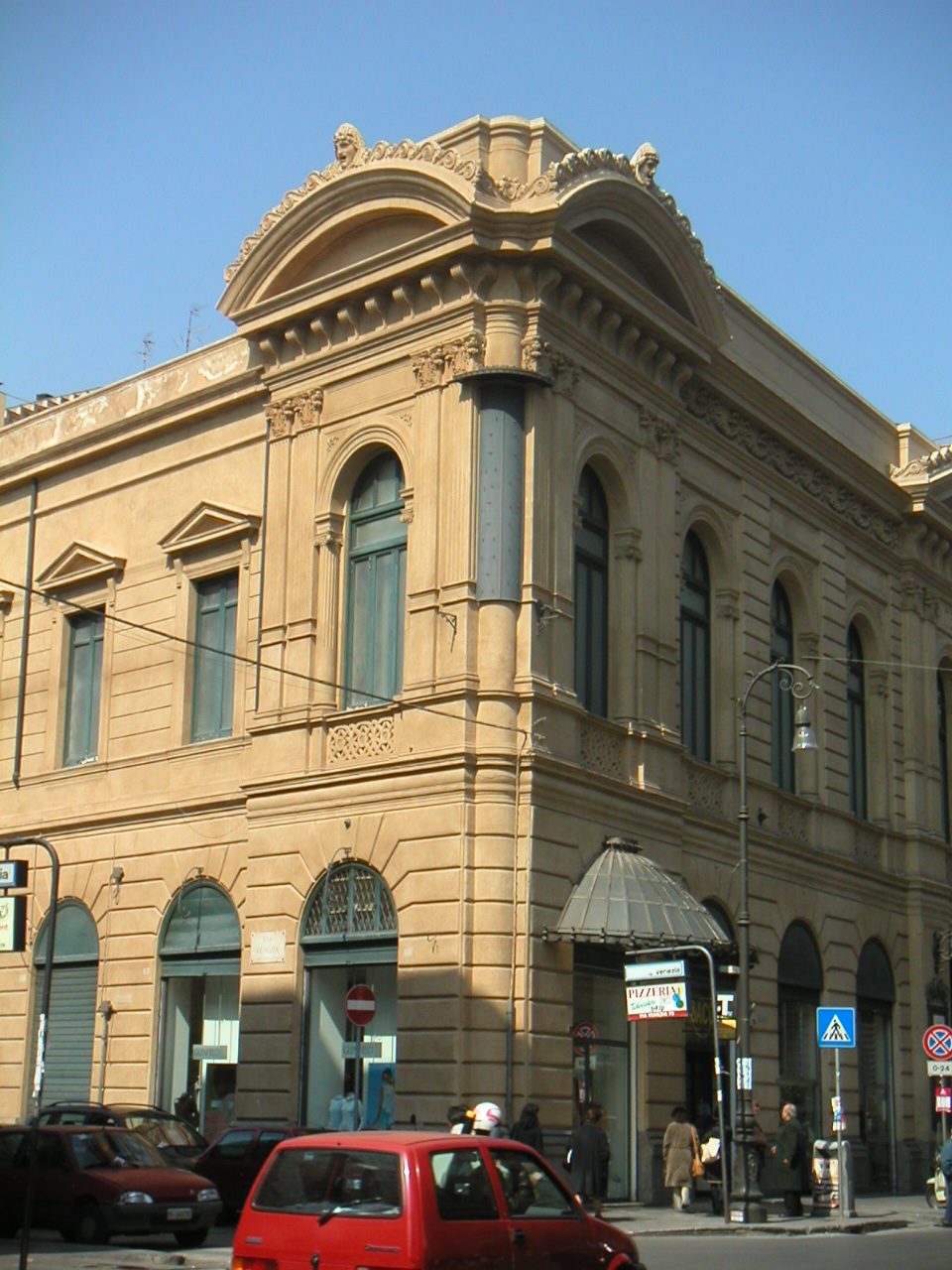
Prospetto laterale

Il teatro Biondo si inaugura nell'ottobre del 1903 e Margherita Biondo invita per il battesimo del palcoscenico una delle personalità teatrali più illustri dell'epoca, forse, insieme a Eleonora Duse, la più illustre: Ermete Novelli. Novelli, attore ormai leggendario nella storia teatrale italiana, era in quel momento uno dei personaggi più noti al pubblico della borghesia colta e agiata italiana. La signora Biondo, che con Franca Florio aveva già visto recitare l'attore a Roma, capisce subito che far venire Novelli a Palermo può costituire l'evento di cui c'è bisogno per lanciare il teatro.
Secondo la consuetudine dell'epoca il grande attore presenta a Palermo più opere, rappresentate nelle varie serate. La prima assoluta è fissata per giovedì 15 ottobre, alle nove precise come ci ricorda la locandina dell'epoca. La compagnia Novelli presenta il Papà Lebonnard di Jean Aicard. La sera successiva, venerdì, si mette in scena Il burbero benefico di Goldoni; sabato è la volta dello shakespeariano Il mercante di Venezia e domenica si conclude col Luigi XI di Casimir Delavigne.
La prima del teatro diventa quindi il grande evento mondano dell'anno come ci ricorda Nicolosi, che sottolinea anche come, per permettere l'accesso anche ai meno abbienti, i proprietari avessero abbassato il prezzo dei posti in platea “al modico prezzo di lire una”. Tutta la Palermo che conta è presente allo spettacolo, il teatro Biondo viene consacrato nuovo teatro della cittadinanza e principale palcoscenico di prosa.

## Il Teatro
Il Teatro Stabile Biondo di Palermo è un’associazione i cui membri sono la Regione Siciliana, il Comune di Palermo e la Fondazione Andrea Biondo. Produce e ospita spettacoli di prosa, musica e danza. Per la sua attività il Biondo si avvale della Sala Grande e della Sala Strehler.